# Sigrid Kehl
Sigrid Kehl (* 23. November 1929 in Berlin; † 18. Dezember 2024 in Leipzig) war eine deutsche Opernsängerin.

## Leben
Sigrid Kehl studierte zunächst Gesang am Thüringischen Landeskonservatorium in Erfurt. Später setzte sie ihre Ausbildung an der Musikhochschule Berlin in den Fächern Klavier und Gesang fort.
In der Spielzeit 1956/57 debütierte sie, noch als Mitglied im Opernstudio, an der Berliner Staatsoper als Elevin in der kleinen Rolle des Polowetzer Mädchens in der Oper Fürst Igor; Dirigent war Horst Stein. 1956 gewann sie den 2. Preis beim Internationalen Robert-Schumann-Wettbewerb in Zwickau. Daraufhin wurde sie von dem damaligen GMD Helmut Seydelmann nach Leipzig engagiert.
1957 wurde sie festes Ensemblemitglied an der Oper Leipzig. Kehl blieb über 35 Jahre Ensemblemitglied. Sie sang am Opernhaus Leipzig im Verlauf ihrer Karriere über 70 Rollen vom lyrischen Mezzosopran-Fach bis zum dramatischen Sopran-Fach. Sie begann mit klassischen Anfängerrollen wie Ines in Der Troubadour, dem Polowetzer Mädchen oder Mercedes in Carmen. Später nahm sie die dramatischen Mezzo-Rollen in ihr Repertoire auf: Amneris in Aida, Prinzessin Eboli in Don Carlos, Venus in Tannhäuser und Brangäne in Tristan und Isolde. Hinzu kamen die klassischen Hosenrollen wie Octavian in Der Rosenkavalier oder Orpheus in Orpheus und Eurydike. 1964 sang sie am Opernhaus Leipzig die Rolle der Amme in einer Neuinszenierung der Strauss-Oper Die Frau ohne Schatten (Regie: Joachim Herz).
Anfang der 1970er Jahre vollzog Kehl den Fachwechsel ins dramatische Sopran-Fach. Ihre erste Sopran-Rolle am Opernhaus Leipzig war 1970 die Leonore in Fidelio. 1974 sang sie am Opernhaus Leipzig in der legendären Ring-Inszenierung von Joachim Herz alle Brünnhilden. 1981 folgte am Opernhaus Leipzig ihre erste Isolde; Dirigent war Kurt Masur. In der Spielzeit 1982/83 übernahm sie am Opernhaus Leipzig die Rolle der Kundry in der ersten Leipziger Nachkriegs-Inszenierung von Wagners Bühnenweihfestspiel Parsifal.
Mehrfach gastierte sie zwischen 1965 und 1973 an der Staatsoper Dresden, u. a. als Brangäne, Ortrud in Lohengrin und Prinzessin Eboli in Don Carlos.
Im März 1966 gastierte sie an der Staatsoper Berlin als Maddalena in Rigoletto. In der Spielzeit 1969/70 hatte sie dort Auftritte als Eboli und Ortrud. Ab 1971 hatte sie einen festen Gastvertrag mit der Berliner Staatsoper. Im März 1971 sang sie die Amme in der Frau ohne Schatten-Neuinszenierung von Harry Kupfer unter der musikalischen Leitung von Otmar Suitner. In der Spielzeit 1971/72 sang sie dort erneut die Ortrud. In den Spielzeiten 1972/73 und 1974/75 war sie dort wieder in mehreren Vorstellungen als Amme zu hören.
Außerdem trat sie in Berlin an der Komischen Oper als Penelope in Il ritorno d’Ulisse in patria (Regie: Götz Friedrich) auf.
An der Wiener Staatsoper gastierte sie erfolgreich als Ortrud (1975–1976) und als Venus (1979). Im März 1977 übernahm sie als Einspringerin innerhalb von wenigen Stunden die Titelrolle der Oper Elektra am Theater Hagen und rettete damit die Premiere der Neuinszenierung. In der Spielzeit 1980/81 (Premiere: Januar 1981) übernahm sie am Theater Hagen noch einmal kurzfristig in einer Neuinszenierung von Elektra (Regie: Michael Temme) die Titelrolle als Einspringerin für die erkrankte Kollegin Rose Wagemann.
Ab 1960 gastierte Kehl auch international; sie sang unter anderem am Grand Théâtre de Genève, in Bern, am Opernhaus Graz (1972, als Sextus in La clemenza di Tito), am Bolschoi-Theater in Moskau (als Fricka in Das Rheingold), in Prag (als Küsterin), Budapest, Sofia und Varna. Am Teatro La Fenice in Venedig sang sie unter der musikalischen Leitung von Zubin Mehta ebenfalls die Rollen Ortrud und Brangäne.
Ihre letzte neu studierte Rolle war die Herodias in Salome. Diese sang sie in Venedig am Teatro La Fenice (1969) und in einer Neuinszenierung an der Staatsoper Dresden (Spielzeit 1987/88, Regie: Joachim Herz). Mit der Rolle der Küsterin in der Oper Jenůfa von Leoš Janáček nahm sie 1989 Abschied von der Bühne; sie hatte diese Rolle in der Spielzeit 1968/69 unter dem Dirigenten Václav Neumann in Leipzig erstmals erarbeitet. Kehl hatte für die Rollen Kundry und Küsterin für die Spielzeit 1989/90 noch einen Rollen-Vertrag; sie zog es jedoch vor, aufgrund der Veränderungen in der Wende-Zeit selbst zu kündigen. Sie wurde zum Ehrenmitglied des Leipziger Opernhauses ernannt.
Ab 1979 unterrichtete sie als Gesangsprofessorin an der Musikhochschule Leipzig.
Sie war Ehrenmitglied im Richard-Wagner-Verband Leipzig e. V. Sigrid Kehl, die mit dem Schauspieler Friedhelm Eberle verheiratet war, starb im Dezember 2024 wenige Wochen nach ihrem 95. Geburtstag in Leipzig. Sie wurde auf dem Leipziger Südfriedhof beerdigt.

## Repertoire
Kehl sang nahezu alle großen dramatischen Rollen der Opernliteratur. Sie übernahm dabei sowohl Rollen im Sopranfach als auch im Mezzosopranfach. Als Höhepunkte ihrer künstlerischen Tätigkeit als Sängerin galten ihre Verkörperungen der Amme in Die Frau ohne Schatten und die Brünnhilden in Der Ring des Nibelungen. Eine weitere wichtige Rolle Kehls war Marie in der Oper Wozzeck von Alban Berg.
Das durch Rundfunkaufnahmen, Live-Mitschnitte und Schallplatten überlieferte musikalische Werk von Sigrid Kehl wurde in den letzten Jahren teilweise auch auf CD wiederveröffentlicht. Zu ihren Schallplattenaufnahmen gehören Mercedes in Carmen (1960; Gesamtaufnahme mit Soňa Červená, Rolf Apreck; Dirigent: Herbert Kegel), Zenobia in Radamisto (Gesamtaufnahme), Preziosilla in Die Macht des Schicksals (Querschnitt/Auszüge mit Hanne-Lore Kuhse, Martin Ritzmann) und Prinzessin Eboli in Don Carlos (Querschnitt/Auszüge mit Kuhse/Ritzmann; Dirigent: Heinz Fricke). Außerdem erschien ein Solo-Recital mit dem Titel Ein Opernabend mit Sigrid Kehl. Alle Aufnahmen wurden ursprünglich in der DDR bei dem Schallplattenlabel Eterna veröffentlicht.

## Theater
- 1957: Alexander Borodin: Fürst Igor – Regie: Erich-Alexander Winds (Deutsche Staatsoper Berlin)